# Grammitis flabelliformis
Grammitis flabelliformis là một loài dương xỉ trong họ Polypodiaceae. Loài này được Poir. C.V. Morton mô tả khoa học đầu tiên năm 1967.